# Exposición (radiación)

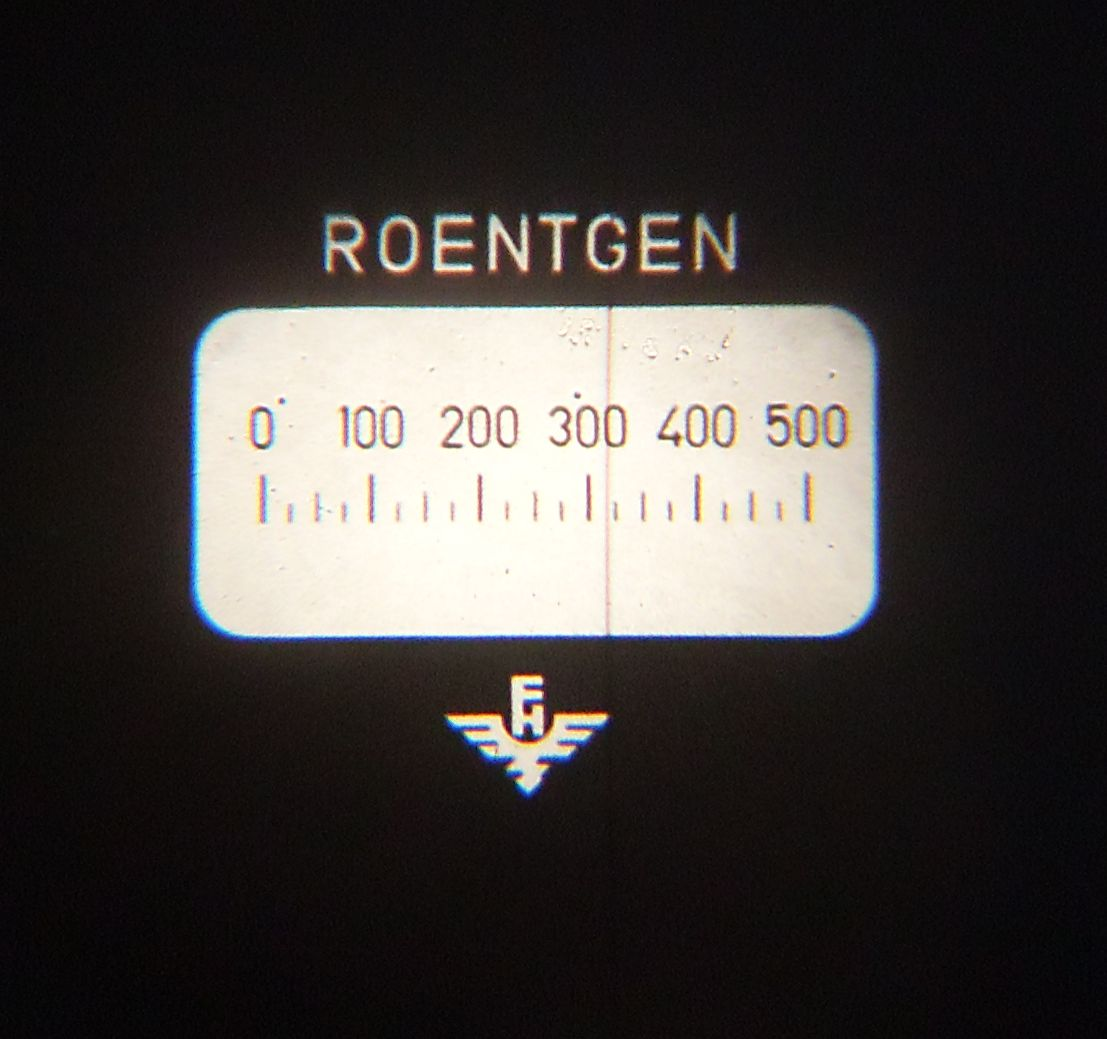
Medidor de exposición en Roentgen

En el contexto del estudio de las radiaciones ionizantes, la palabra "exposición" se emplea con dos significados distintos:
- Se habla de la "exposición a la radiación" de una persona o grupo de personas (o de seres vivos, o incluso de aparatos) para referirse a la situación en la que dichas personas absorben radiaciones ionizantes. Estas radiaciones pueden tener un origen natural o artificial, y pueden provenir tanto del exterior de las personas como del interior de sus propios cuerpos. Todos estamos expuestos inevitablemente a varias fuentes naturales de radiación (rayos cósmicos, isótopos radiactivos presentes de forma natural en el ambiente), pero además podemos recibir exposiciones adicionales provenientes de fuentes no naturales: exámenes médicos, isótopos radiactivos producidos artificialmente etc.

- En un sentido más específico, se define la Exposición como la magnitud física que caracteriza el efecto de las radiaciones ionizantes mediante la medida de la cantidad de carga eléctrica que producen en una unidad de masa de aire seco en condiciones estándar de presión y temperatura (1 atmósfera y 20 °C). La unidad de exposición en el Sistema Internacional de Unidades es el Culombio/kg, aunque históricamente se ha utilizado más otra unidad, el Roentgen.

- Datos: Q336938